# Das Trollkind
Das Trollkind (Originaltitel: Tjorven och Skrållan) ein schwedischer Film aus dem Jahr 1965, die Regie führte Olle Hellbom. Er führt die Geschichte aus der Fernsehserie Ferien auf der Kräheninsel und dem Film Der verwunschene Prinz fort.

## Handlung
Peter und Malin heiraten auf der Insel Saltkrokan. Malins achtjähriger Bruder Pelle findet gut, dass Malin einen netten Ehemann bekommt. Gleichzeitig ist Pelle aber auch etwas eifersüchtig und fürchtet, dass Malin Peter lieber haben könnte als ihn. Malin erklärt, dass es eine Menge Dinge gibt, die sie sehr gerne hat, aber Pelle trotzdem immer ihr kleiner Pelle bleiben wird. Als Malin und Peter einige Zeit später ein Kind namens Skrollan bekommen, muss Pelle Malin nun nicht nur mit Peter teilen, sondern auch mit deren Tochter Skrollan. Diese stellt einiges an und verschwindet immer wieder, wenn die Erwachsenen gerade nicht aufpassen. Pelle wünscht sich, dass es Skrollan nicht gäbe.
Langsam lernt er mit seiner Eifersucht umzugehen und hilft Skrollan immer wieder aus der Patsche. Als Skrollan eines Tages auf ein Floß steigt, das auf das Meer treibt, schwimmt Pelle zu dem Floß um sie zu retten. Vom Floß aus alarmiert Pelle ein vorbeifahrendes Boot. Die beiden können so gerettet werden und Malin ist richtig stolz auf ihren kleinen Bruder.

## Über den Film
Der Film wurde auf Norröra gedreht. Er wurde am 27. November 1965 im schwedischen Kino uraufgeführt.

## Synchronisation
| Rolle                     | Schauspieler        | Synchronsprecher  |
| ------------------------- | ------------------- | ----------------- |
| Melker Melkersson         | Torsten Lilliecrona | Wolf Rahtjen      |
| Malin Melkersson          | Louise Edlind       | Cordula Trantow   |
| Johan Melkersson          | Björn Söderbäck     |                   |
| Niklas Melkersson         | Urban Strand        | Christina Hoeltel |
| Pelle Melkersson          | Stephen Lindholm    |                   |
| Nisse Grankvist           | Bengt Eklund        | Niels Clausnitzer |
| Märta Grankvist           | Eva Stiberg         |                   |
| Teddy Grankvist           | Lillemor Österlund  |                   |
| Freddy Grankvist          | Bitte Ulvskog       | Eva Mattes        |
| Maria ‘Tjorven’ Grankvist | Maria Johansson     |                   |
| Vesterman                 | Manne Grünberger    | Bum Krüger        |
| Stina                     | Kristina Jämtmark   |                   |
| Skrollan                  | Kajsa Dandenell     | Christa Häussler  |

## Buch zum Film
Das Buch Jule und die Seeräuber beruht auf den Filmen Das Trollkind und Die Seeräuber.

## Fernsehserien
Für das ZDF in Deutschland wurden die Filme Tjorven, Båtsman och Moses (Der verwunschene Prinz); Tjorven och Skrållan (Das Trollkind); Tjorven och Mysak (Die Seeräuber) und Skrållan, Ruskprick och Knorrhane (Glückliche Heimkehr) zu einer 16-teilige Serie Ferien auf Saltkrokan zusammengestellt. Diese wurde 1971 ausgestrahlt. Die Spielfilme wurden dafür in Folgen mit ca. 20 bis 24 Minuten Länge zusammengeschnitten. Der Spielfilm Der verwunschene Prinz (Tjorven, Båtsman och Moses) wurde zu den Serienfolgen Der verwunschene Prinz und Bootsmann soll sterben. Es folgten die Serienfolgen Malins Hochzeit und Das Trollkind, die aus dem Film Das Trollkind (Tjorven och Skrållan) zusammengestellt wurden. Der Film Die Seeräuber (Tjorven och Mysak) wurde zu den Folgen Die Seeräuber und Der Uhrendieb. Als letztes wurde der Film Glückliche Heimkehr zu den Serienfolgen Rüpel und Knurrhahn und Glückliche Heimkehr zusammengeschnitten.
In Schweden wurden die Filme 1979 auch als 12-teilige Fernsehserie Så går det till på Saltkråkan ausgestrahlt.